# Comuna Roman, Vrața
Obștina Roman (comuna Roman) este o unitate administrativă în regiunea Vrața din Bulgaria. Cuprinde un număr de 13 localități.  Reședința sa este orașul Roman. Localități componente:
| - Dolna Beșovița - Hubavene - Kameno Pole - Karaș - Kunino - Kurnovo | - Markovo Ravniște - Radovene - Roman - Sino Bărdo - Sredni Răt - Stoianovți - Strupeț |

## Demografie
Componența etnică a comunei Roman
     Romi (6%)
     Bulgari (39,49%)
     Nicio identificare (54,05%)
     Altele (0,81%)
La recensământul din 2011, populația comunei Roman era de 6.223 locuitori. Nu există o etnie majoritară, locuitorii fiind bulgari (39,49%) și romi (6,0%). Pentru 54,05% din locuitori nu este cunoscută apartenența etnică.